# Kloster Dalon

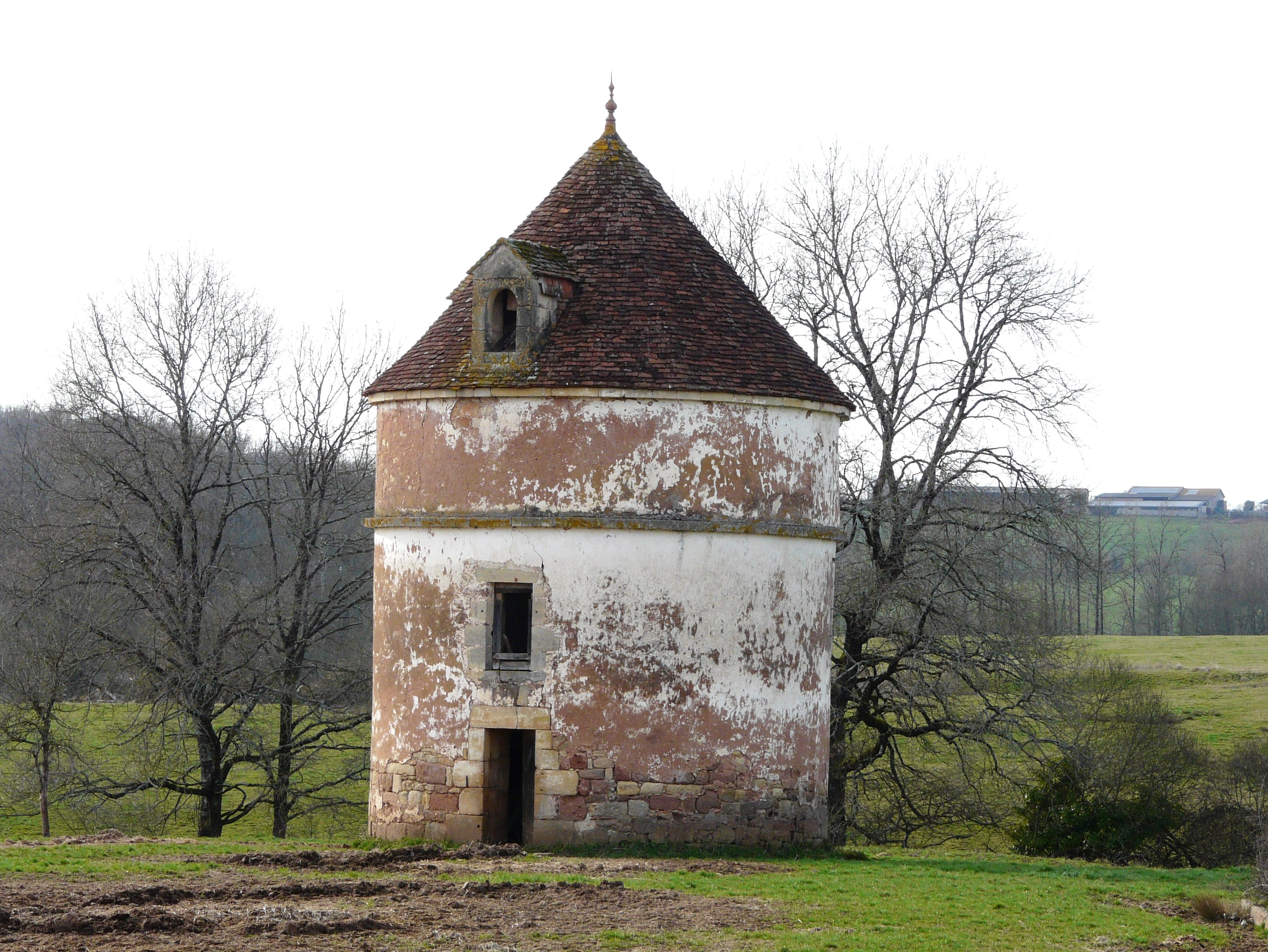
Taubenhaus (pigeonnier)

Das Kloster Dalon (auch Notre-Dame de Dalon oder Dalona) ist eine ehemalige Zisterzienserabtei in der Gemeinde Sainte-Trie im Département Dordogne, Region Nouvelle-Aquitaine, in Frankreich. Die Anlage befindet sich in Privatbesitz und ist seit dem Jahr 1948 als Monument historique anerkannt.

## Lage
Die ehemaligen Klostergebäude befinden sich nahe der Grenze zum heutigen Département Corrèze rund 48 km (Fahrtstrecke) nordöstlich von Périgueux und rund 5 km südöstlich von Sainte-Trie am Bach Dalon in einer Höhe von rund 185 m ü. d. M.

## Geschichte
Das Kloster wurde 1114 auf Grund einer Stiftung von Géraud de Lastours von Géraud de Salles nach der Benediktinerregel für Eremiten gegründet. Das Kloster schloss sich – zusammen mit seinen Tochterklöstern, die den Orden von Dalon bildeten – im Jahr 1162 als Tochter der Primarabtei Pontigny dem Zisterzienserorden an. Dabei erhielt sie den Rang der dritten Tochter von Pontigny. Die Abtei stand unter dem Schutz von Henri II. Plantagenet und Eleonore von Aquitanien sowie von Richard Löwenherz. Der Troubadour Bertran de Born zog sich als Mönch in das Kloster zurück. Dalon besaß 22 Grangien im Perigord und an der Atlantikküste der Saintonge sowie das Priorat von Saint-Blaise. Am Ende des 12. Jahrhunderts war Dalon die wohlhabendste Abtei im Limousin mit großen landwirtschaftlichen Gütern. Das Kloster besaß auch Bedeutung als Station am Jakobsweg. Einige der Grangien wurden später in Bastiden umgewandelt. Vor allem im Hundertjährigen Krieg (1337–1453) litt das Kloster unter Plünderungen. Im Jahr 1561 erlitt es einen schweren Brandschaden. Im 17. Jahrhundert wurden die Gebäude zu Ruinen. 1756 waren nurmehr vier Mönche verblieben. In der Französischen Revolution fand das Kloster sein Ende; der Käufer überließ die gesamte Anlage mit Ausnahme des Abtshauses dem Verfall.

## Bauten und Anlage
Von der Anlage sind ein Monumentalportal aus dem 18. Jahrhundert erhalten, weiter das Abtshaus mit dem zur Küche gewordenen Kapitelsaal, dessen auf einer runden Mittelsäule ruhenden Gewölbe erhalten ist, und die zum Keller gewordene, von einer Spitztonne überwölbte Sakristei. Nördlich grenzt die Kirchenruine aus dem 13. Jahrhundert mit zwei vermauerten Portalen und Resten der Querhauskapellen an. Auch das ehemals zur Abtei gehörende Taubenhaus (pigeonnier) ist erhalten.